# مرفأ بانياس
مرفأ بانياس أو ميناء بانياس للصيد والنّزهة هو مرفأ ساحليٌّ يقع في مدينة بانياس بمحافظة طرطوس شمال غرب سوريا. مرفأ بانياس هو أحد المرافئ الثلاث الوحيدة الموجودة في سوريا، إذ لا يوجد غيره سوى مرفأ اللاذقية ومرفأ طرطوس. لمرفأ بانياس أهمية كبيرة في تصدير النّفط، إذ ينتهي إليه خط أنابيب كركوك–بانياس لنقل النّفط من العراق وتصديره إلى الخارج عبر البحر المتوسط إلى الأسواق الأوروبية، وتبلغ طاقة الخط التي تُنقَل إلى المرفأ 2,5 مليون برميل يومياً. يحظى المرفأ بإدارة وإشراف المديرية العامة للموانئ، وهو يؤوي الكثير من زوارق الصيد والنزهة والزوارق الرياضية واليخوت السياحية. تبلغ طاقة المرفأ الاستيعابية نحو 600 زورق، وهو يستوعب السفن الصغيرة البالغ غاطسها 4.5 أمتار. يبلغ طول أرصفة المرفأ الإجمالي 1,455 متراً، منها 887 أضيفت في توسعة بين سنتي 2006 و2009 بتكلفة 210 ملايين ليرة سورية، ومساحتها 5,125 متراً مربعاً، وأما مساحة خلف الأرصفة فنحو 14,200 متر مربع. وقد خصَّصت خطة التوسعة رصيفاً قام بتحويل مجرى النهر القريب من الميناء لتجنّب وصول مخلفاته إلى المرفأ، كما بني فيه مركز لصيانة الزوارق ومطعم بحري.